# Lauri (Türi)
Lauri – wieś w Estonii, prowincji Järva, w gminie Türi.